# Broksjö
Broksjö är en sjö i Marks kommun i Västergötland och ingår i Viskans huvudavrinningsområde. Sjön har en area på 0,0983 kvadratkilometer och ligger 112 meter över havet. Sjön avvattnas av vattendraget Ekån.

## Delavrinningsområde
Broksjö ingår i det delavrinningsområde (635689-129845) som SMHI kallar för Mynnar i Viskan. Medelhöjden är 86 meter över havet och ytan är 14,44 kvadratkilometer. Det finns inga avrinningsområden uppströms utan avrinningsområdet är högsta punkten. Ekån som avvattnar avrinningsområdet har biflödesordning 2, vilket innebär att vattnet flödar genom totalt 2 vattendrag innan det når havet efter 22 kilometer. Avrinningsområdet består mestadels av skog (76 procent). Avrinningsområdet har 0,32 kvadratkilometer vattenytor vilket ger det en sjöprocent på 2,2 procent.